# 다이하이드로티민
다이하이드로티민(영어: dihydrothymine)은 티민의 이화작용에서의 대사 중간생성물이다. 다이하이드로티민은 다이하이드로유라실 탈수소효소에 의해 티민으로부터 생성된다.

## 같이 보기
- 티민